# Quercus mohriana
Quercus mohriana es una especie arbórea de la familia de las fagáceas. Está clasificada en la Sección Quercus, que son los robles blancos de Europa, Asia y América del Norte. Tienen los estilos cortos; las bellotas maduran en 6 meses y tienen un sabor dulce y ligeramente amargo, el interior de la bellota tiene pelo. Las hojas carecen de una mayoría de cerdas en sus lóbulos, que suelen ser redondeados.

## Distribución
Quercus mohriana es abundante en el oeste de Texas. También se produce en el suroeste de Oklahoma y el noreste de Nuevo México y en el Estado de Coahuila de México.

## Descripción
Quercus mohriana puede ser un pequeño árbol de hasta seis metros de altura o un arbusto grande que forma matorral. La corteza es de color marrón claro, áspero y profundamente fruncido. Las ramitas son de color amarillento o blanquecino, con pelos aterciopelados cortos, convirtiéndose en suaves con la edad. Los brotes son de color rojo oscuro marrón, escasamente cubierto de pelos. Las hojas son brillantes, coriáceas, de color azul oscuro-gris y densamente cubierto de pelos de color gris claro debajo. Tienen bordes enteros y en ocasiones son dentados. La inflorescencia, que aparece en primavera, es de color rojizo. Hay amentos femeninos de una a tres flores y amentos masculinos con numerosas flores. Las tazas de bellota son profundas y las bellotas crecen solas o en parejas y son de color marrón claro, ampliamente ovoides con un ápice redondeado.

## Hábitat
El hábitat preferido de este roble es de piedra caliza seca o laderas calizas a una altitud de entre 600 y 2.500 metros sobre el nivel del mar, en el chaparral y matorral desértico de sabana. Se desarrolla en las regiones que reciben menos de veinticinco centímetros de precipitación anual. Crece en asociación con Cercocarpus montanus, Ceanothus greggii, Quercus pungens, Juniperus monosperma, Opuntia imbricata, Opuntia phaeacantha, Ungnadia speciosa, Diospyros texana, Erioneuron pilosum y Quercus fusiformis.

## Taxonomía
Quercus mohriana fue descrita por Buckley ex Rydb. y publicado en Bulletin of the New York Botanical Garden 2(6): 219, pl. 31, f. 1–2. 1901.
Etimología
Quercus: nombre genérico del latín que designaba igualmente al roble y a la encina.
mohriana: epíteto otorgado en honor del farmacéutico y botánico Charles Mohr de Alabama.